# Ніколай Клаузен
Ніколай Асмус «Ніко» Клаузен (нім. Nicolai Asmus "Niko" Clausen; 2 червня 1911, Фленсбург — 16 травня 1943, Атлантичний океан) — німецький офіцер-підводник, корветтен-капітан крігсмаріне. Кавалер Лицарського хреста Залізного хреста.

## Біографія

У жовтні 1929 року вступив у ВМФ матросом, плавав на міноносцях. Пройшов підготовку на навчальному кораблі «Горх Фок» і у вересні 1935 року переведений в підводний флот. З квітня 1936 року служив на підводному човні U-26, яким командував Вернер Гартманн. Закінчив військово-морське училище в Мюрвіку (1937). В 1937-38 роках служив на броненосці «Адмірал граф Шпее» і мінному тральщику М-134. Восени 1939 року Вернер Гартманн запросив Клаузена на посаду 1-го вахтового офіцера на свій човен U-37. Брав участь в поході в Атлантику. 4 вересня 1940 року призначений командиром U-142 (Тип II-D), але вже 26 жовтня переведений на U-37, на якому зробив 3 бойових походу (провівши в морі в цілому 85 днів) і потопив 12 кораблів. З 25 травня 1941 року — командир U-129, на якому зробив 4 бойові походи (180 днів). Перші 3 походи зробив в Атлантику, а останній — в Карибське море, де потопив 7 кораблів загальною водотоннажністю 25 613 тонни. 13 травня 1942 року здав командування і 30 червня очолив U-182 (Тип IX-D). 9 грудня 1942 року вийшов у тривалий похід в Індійський океан, де йому вдалося потопити 5 кораблів водотоннажністю 30 071 тонна. Під час повернення з походу човен був потоплений американським есмінцем «Маккензі». Всі члени екіпажу (61 особа) загинули.
Всього за час бойових дій потопив 24 кораблі загальною водотоннажністю 74 807 тонн.
| Дата            | Назва корабля      | Тип               | Тоннаж | Вантаж                                                               | Екіпаж | Загиблі | Країна             | Конвой |
| --------------- | ------------------ | ----------------- | ------ | -------------------------------------------------------------------- | ------ | ------- | ------------------ | ------ |
| 1 грудня 1940   | Palmella           | Торговий пароплав | 1,578  | 230 тонн генеральних вантажів і 1000 мішків пошти полонених          | 29     | 1       | Британська імперія | OG-46  |
| 2 грудня 1940   | Gwalia             | Торговий пароплав | 1,258  | Вугілля і пошта                                                      | 20     | 16      | Швеція             | OG-46  |
| 2 грудня 1940   | Jeanne M.          | Торговий пароплав | 2,465  | 3200 тонн вугілля                                                    | 26     | 7       | Британська імперія | OG-46  |
| 4 грудня 1940   | Daphne             | Торговий пароплав | 1,513  | Вугілля                                                              | 19     | 18      | Швеція             | OG-46  |
| 16 грудня 1940  | San Carlos         | Торговий пароплав | 223    | Баласт                                                               | 28     | 1       | Іспанія            |        |
| 19 грудня 1940  | Rhône              | Танкер-заправник  | 2,785  | Мазут                                                                | ?      | 11      | Франція            |        |
| 19 грудня 1940  | Sfax (Q182)        | Підводний човен   | 1,379  |                                                                      | 69     | 65      | Франція            |        |
| 9 лютого 1941   | Courland           | Торговий пароплав | 1,325  | 1395 тонн генеральних вантажів                                       | 34     | 3       | Британська імперія | HG-53  |
| 9 лютого 1941   | Estrellano         | Торговий пароплав | 1,983  | 900 тонн генеральних вантажів і 1100 тонн рибних консервів           | 27     | 6       | Британська імперія | HG-53  |
| 10 лютого 1941  | Brandenburg        | Торговий пароплав | 1,473  | 1800 тонн піритів і сірки                                            | 54     | 53      | Британська імперія | HG-53  |
| 7 березня 1941  | Mentor             | Торговий пароплав | 3,050  | Баласт                                                               | 29     | 7       | Королівство Греція | OB-292 |
| 12 березня 1941 | Pétursey           | Паровий траулер   | 91     | Риба                                                                 | 10     | 10      | Ісландія           |        |
| 20 лютого 1942  | Nordvangen         | Торговий пароплав | 2,400  | Боксити                                                              | 24     | 24      | Норвегія           |        |
| 23 лютого 1942  | George L. Torian   | Торговий пароплав | 1,754  | Боксити                                                              | 19     | 15      | Канада             |        |
| 23 лютого 1942  | West Zeda          | Торговий пароплав | 5,658  | Частина вантажу — баласт (хромова руда)                              | 35     | 0       | США                |        |
| 23 лютого 1942  | Lennox             | Торговий пароплав | 1,904  | Боксити                                                              | 20     | 2       | Канада             |        |
| 28 лютого 1942  | Bayou              | Торговий пароплав | 2,605  | Марганцева руда                                                      | 25     | 24      | Панама             |        |
| 3 березня 1942  | Mary               | Торговий пароплав | 5,104  | Ленд-ліз                                                             | 34     | 1       | США                |        |
| 7 березня 1942  | Steel Age          | Торговий пароплав | 6,188  | Марганцева руда                                                      | 35     | 34      | США                |        |
| 15 січня 1943   | Ocean Courage      | Торговий пароплав | 7,173  | 8956 тонн залізної руди і 8 мішків пошти                             | 58     | 52      | Британська імперія |        |
| 17 лютого 1943  | Llanashe           | Торговий пароплав | 4,836  | 3500 тонн жерсті та алюмінію                                         | 42     | 33      | Британська імперія |        |
| 10 березня 1943 | Richard D. Spaight | Торговий пароплав | 7,177  | 3000 тонн сталі, бетону і палубний вантаж (32 бочки моторного масла) | 67     | 1       | США                |        |
| 5 квітня 1943   | Aloe               | Торговий пароплав | 5,047  | 5000 тонн пшениці, 1500 тонн деревини 320 тонн свинцю і пошта        | 47     | 0       | Британська імперія |        |
| 1 травня 1943   | Adelfotis          | Торговий пароплав | 5,838  | 6785 тонн лляного насіння                                            | 39     | 1       | Королівство Греція |        |

## Звання
- Фенріх-цур-зее (1 травня 1937)
- Оберфенріх-цур-зее (1 жовтня 1937)
- Лейтенант-цур-зее (1 січня 1938)
- Оберлейтенант-цур-зее (1 квітня 1939)
- Капітан-лейтенант (1 січня 1941)
- Корветтен-капітан (5 квітня 1945, посмертно)

## Нагороди
- Медаль «За вислугу років у Вермахті» 4-го класу (4 роки)
- Залізний хрест
  - 2-го класу (28 лютого 1940) — вручений особисто Карлом Деніцем.
  - 1-го класу (10 червня 1940)
- Нагрудний знак підводника (18 квітня 1940)
- Відзначений у Вермахтберіхт
  - «Під час операцій в американських водах особливо відзначились підводні човни під керівництвом капітан-лейтенантів Ахіллеса та Ніко Клаузена.» (12 березня 1942)
- Лицарський хрест Залізного хреста (13 березня 1942)